# The Infamous Mobb Deep
The Infamous Mobb Deep is het achtste studioalbum van het Amerikaanse hiphopduo Mobb Deep. Het album bevat 2 discs; één met nieuw materiaal, de ander met in 1994 opgenomen, niet eerder uitgebracht materiaal, dat oorspronkelijk bedoeld was voor hun album The Infamous, maar de uiteindelijke selectie niet gehaald had. Het was de bedoeling dat het album al in 2011 uitgebracht werd, maar door een kortstondig conflict tussen Prodigy en Havoc werd dit uiteindelijk uitgesteld tot in 2014.

## Tracklist
| Nr. | Titel                                                         | Producer(s)                             | Duur |
| --- | ------------------------------------------------------------- | --------------------------------------- | ---- |
| 1.  | Taking You Off Here                                           | Havoc                                   | 3:23 |
| 2.  | Say Something                                                 | Illmind                                 | 4:00 |
| 3.  | Get Down (featuring Snoop Dogg)                               | Havoc                                   | 4:24 |
| 4.  | Dirt                                                          | Illmind, Gabriel Lambirth, Karon Graham | 2:52 |
| 5.  | Timeless                                                      | Beat Butcha                             | 4:25 |
| 6.  | All A Dream (featuring The Lox)                               | Michael Uzowuru, Om'Mas Keith           | 5:06 |
| 7.  | Low (featuring Mack Wilds)                                    | Seven Thomas, Havoc, Boi-1da            | 3:27 |
| 8.  | Murdera                                                       | Illmind                                 | 3:25 |
| 9.  | Check the Credits                                             | Illmind                                 | 3:06 |
| 10. | Gimme All That                                                | Havoc                                   | 3:31 |
| 11. | Legendary (featuring Bun B and Juicy J)                       | Havoc, Boi-1da, The Maven Boys          | 4:01 |
| 12. | Lifetime                                                      | The Alchemist                           | 3:06 |
| 13. | My Block                                                      | Kaytranada                              | 2:07 |
| 14. | Henny (featuring French Montana, Mack Wilds and Busta Rhymes) | Havoc, Salaam Remi                      | 3:41 |
| 15. | Conquer                                                       | Havoc                                   | 3:22 |
| 16. | Waterboarding                                                 | The Alchemist                           | 3:34 |
| 17. | Get It Forever (featuring Nas)                                | The Alchemist                           | 3:58 |

| Nr. | Titel                                                                | Producer(s) | Duur |
| --- | -------------------------------------------------------------------- | ----------- | ---- |
| 1.  | Eye for an Eye (featuring Nas, Raekwon and Ghostface Killah)         | Mobb Deep   | 6:48 |
| 2.  | Skit (featuring Raekwon and Nas)                                     | Mobb Deep   | 2:31 |
| 3.  | Get It In Blood (featuring Infamous Mobb)                            | Mobb Deep   | 5:33 |
| 4.  | Gimme the Goods (featuring Big Noyd)                                 | Mobb Deep   | 5:19 |
| 5.  | If It’s Alright (featuring Big Noyd)                                 | Mobb Deep   | 5:12 |
| 6.  | Skit Mobb Deep 1995                                                  | Mobb Deep   | 1:25 |
| 7.  | Survival of the Fittest (Extended Remix) (featuring Crystal Johnson) | Mobb Deep   | 5:15 |
| 8.  | Temperature’s Rising (Remix) (featuring Crystal Johnson)             | Mobb Deep   | 5:19 |
| 9.  | The Bridge (featuring Big Noyd)                                      | Mobb Deep   | 5:35 |
| 10. | Skit (featuring Big Noyd)                                            | Mobb Deep   | 1:52 |
| 11. | The Money (featuring Killer Black and Karate Joe)                    | Mobb Deep   | 7:16 |
| 12. | The Money (Version 2)                                                | Mobb Deep   | 4:33 |
| 13. | We About to Get Hectic (featuring Twin Gambino)                      | Mobb Deep   | 4:47 |
| 14. | The Infamous                                                         | Mobb Deep   | 4:03 |